# 杉浦正樹
杉浦 正樹 （すぎうら まさき、1955年（昭和30年）9月30日 - ） は、日本の実業家。中部日本放送、CBCテレビ、CBCラジオ、CBC Dテック代表取締役会長、ケイマックス取締役、TBSテレビ社外取締役。

## 略歴・人物
愛知県出身。愛知教育大学附属名古屋中学校、東海高等学校、早稲田大学政治経済学部卒業後、1979年中部日本放送に入社する（同期に林尚樹、近藤肇、宇都宮秀則、木村愛子）。社長室長、経営管理総務局長、報道・番組総局長を経て、2013年常務取締役。2014年代表取締役社長に就任した。2020年CBCテレビ、CBCラジオ代表取締役会長。2021年ケイマックス取締役。2022年CBC Dテック代表取締役会長。2023年中部日本放送代表取締役会長、TBSテレビ社外取締役。